# Nalassus laevioctostriatus

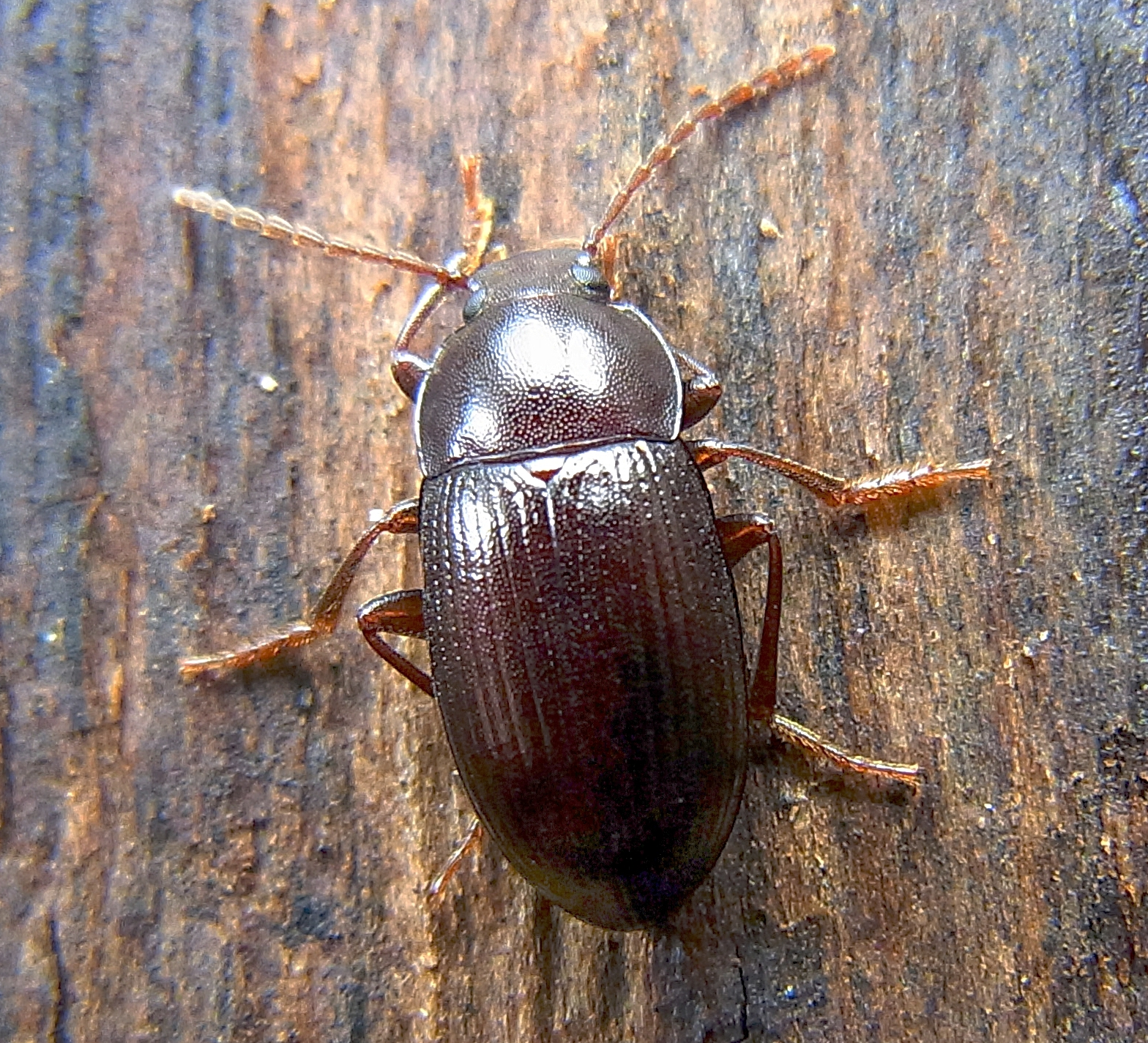
Nalassus laevioctostriatus

Nalassus laevioctostriatus ist ein Käfer aus der Familie der Schwarzkäfer und der Unterfamilie Tenebrioninae. Die Gattung Nalassus ist in Europa durch rund 50 Arten vertreten, deren Verbreitungsgebiet meist sehr beschränkt ist. Früher wurde die Art der Gattung Cylindronotus zugeordnet.

## Merkmale des Käfers
Der Käfer hat einen sowohl der Länge als auch der Breite nach gewölbten Körper mit ovalem Umriss, dessen Hinterende nicht in eine Spitze ausgezogen ist. Der Körper ist unscheinbar bräunlich bis schwarzbraun gefärbt und erscheint kahl und glänzend. Er erreicht eine Länge von sieben bis elf Millimeter. Beine, Fühler und meist auch die Unterseite sind rotbraun.
Der Kopf fällt nach vorn ab. Die Wangen sind so erweitert, dass die Basis der Fühler von oben gesehen verdeckt ist. Die elfgliedrigen Fühler sind fadenförmig, überall etwa gleich dick und rotbraun; sie erreichen den Hinterrand des Halsschildes.
Der Halsschild ist seitlich und an der Basis gerandet, der seitliche Rand ist glatt, nicht aber der Rand der Basis. An der Seite ist der Halsschild überall nach außen gerundet und hinter der Mitte am breitesten. Es ist glänzender als bei der Art Nalassus dermestoides, da die Mikrostruktur feiner ist.
Die Flügeldecken haben etwa rechtwinklige Schultern und weisen deutliche Punktstreifen auf. Der Namensteil „octostriatus“ nimmt darauf Bezug, dass sich auf jeder Flügeldecke acht Punktstreifen befinden (octo (lat.)= acht, striatus (lat)= gestreift). Direkt über dem Flügelrand ist jedoch ein neunter Punktstreifen zumindest angedeutet. Die Zwischenräume der Streifen sind nur wenig gewölbt. Die Flügeldeckennaht ist, vor allem zur Spitze hin, gerandet. Die Punktierung der Flügeldecken ist stärker als die des Halsschilds, die einzelnen Punkte können durch Querrunzeln verbunden sein.
Die Tarsen sind lang, das erste Glied ist länger als die beiden folgenden Glieder zusammen, das Klauenglied kürzer als die Summe der ersten drei Tarsenglieder. Vorder- und Mitteltarsen sind fünfgliedrig, die Hintertarsen viergliedrig (Tarsenformel 5-5-4).
Die Vorderschenkel sind ungezähnt, die Vorderschienen sind nicht zum Ende hin auffällig verbreitert und haben keinen gezähnten Außenrand. Nicht nur die Vordertarsen, sondern auch die Mitteltarsen des Männchens sind deutlich erweitert.

## Biologie
Der Käfer ist  unter loser Rinde alter Eichen, aber auch anderer Bäume zu finden. Die Larven wühlen im feuchten Waldboden in Anwesenheit von verfaulendem Holz. Im Darminhalt werden neben organischen Substanzen (Holzreste, parenchymatische Gewebereste, Pollen, Algen, Bakterien) auch mineralische Bodenpartikel gefunden. In den Darmausscheidungen findet man immer Holzreste. Die adulten Käfer fressen Grünalgen der Gattung Pleurococcus, die sie auf Baumrinde oder vielleicht auch indirekt in Flechten finden.

## Verbreitung
Die Art ist in West- und Mitteleuropa verbreitet und häufig, nach Osten zu wird sie selten. Als Länder mit Vorkommen werden angegeben: Frankreich, Belgien, Luxemburg, Irland, Deutschland, Tschechien, Slowakei und Polen.